# Alla älskar Alice
Alla älskar Alice är en svensk dramafilm från 2002 i regi av Richard Hobert. I huvudrollerna ses Lena Endre, Mikael Persbrandt, Marie Richardson och Natalie Björk.

## Handling
Tolvåriga Alice bor i en villa med sina föräldrar och sin bror Pontus. Kärleken mellan hennes föräldrar tycks ha upphört och Alice mamma misstänker att pappan är otrogen. Det visar sig att hon har rätt, och familjen slits isär när pappan, Johan, flyttar ihop med kollegan Anna, som han varit otrogen med. 
I filmen får man följa Alice och de dilemman hon står inför när hon ska anpassa sig till sin nya familj. Alice är väldigt motstridig till att träffa sin pappas nya sambo, vilket förvärras av att hennes mamma Lotta inte vill ha att göra med Johans nya familj. Alice är full av känslor hon inte förstår och hon har ingen att prata med, förutom Annas son Patrik, som är jämngammal med Alice och som precis som hon vill att deras liv ska se ut precis som innan deras föräldrar flyttade ihop. Under filmens gång får man också följa Alice när hon är hos en psykolog och berättar om hur hon känner för sin nya familj.

## Om filmen
Filmen visades första gången under Umeå filmfestival i Umeå den 17 september 2002 och hade biopremiär ett par veckor senare, den 4 oktober. Alla älskar Alice har visats vid ett flertal tillfällen i SVT, bland annat i februari 2021, i oktober 2023 och i juli 2025. Filmen är tillåten från 7 år.

## Rollista
- Natalie Björk – Alice Lindberg
- Bisse Unger – Pontus Lindberg
- Mikael Persbrandt – Johan Lindberg
- Marie Richardson – Lotta Lindberg
- Marie Göranzon – Sonya Iversen, Lottas mamma
- Sverre Anker Ousdal – Henry Iversen, Lottas pappa
- Hege Schøyen – Tina
- Anastasios Soulis – Patrik
- Lena Endre – Anna, Patriks mamma
- Per Svensson – Erik
- Mathilda Lundblom – Hanna
- Li Lundblom – Moa
- Marcus Ardai-Blomberg – Anton
- Pernilla August – skolkuratorns röst

## Utmärkelser
- 2002 – Hollywood Discovery Award – Richard Hobert, bästa europeiska spelfilm
- 2003 – Young Artist Award – Natalie Björk, bästa unga skådespelerska i en internationell film
- 2003 – Sochi International Film Festival – Lena Endre, bästa skådespelerska
- 2003 – Sochi International Film Festival – Natalie Björk, speciellt omnämnande

## DVD
Filmen gavs ut på DVD 2003 (Sandrews), 2006 (Pan Vision) och 2010 (SF).